# 짐 바논
짐 바논(Jim Bannon, 1911년 4월 9일 ~ 1984년 7월 28일)은 미국의 배우, 라디오 DJ, 텔레비전 배우, 영화배우이다.

## 영화
- 포인트 블랭크 (1998년)
- I.D. (1995년)
- 건헤드 (1989년)
- 가장 좋은 남성용 스포츠 (1964년)
- 황야의 탈출 (1959년)
- 팬텀 프럼 스페이스 (1953년)
- 언노운 월드 (1951년)
- 론 레인저 - 49년 시리즈 (1949년)
- 조니 어클락 (1947년)
- 투나잇 앤 에브리 나잇 (1945년)